# Trofeo Ciudad del Cid
El Trofeo Ciudad del Cid fue un Trofeo de verano amistoso que se disputó en la ciudad de Burgos entre los años 1977 y 1981. Los partidos se disputaban el Estadio Municipal del Plantío.

## Palmarés
| Año  | Edición | Campeón                | Resultado  | Subcampeón                    | Tercero            | Resultado | Cuarto                 |
| ---- | ------- | ---------------------- | ---------- | ----------------------------- | ------------------ | --------- | ---------------------- |
| 1977 | I       | Burgos CF              | 1-0        | Real Racing Club de Santander | Újpest FC          | 2-1       | PFC Beroe Stara Zagora |
| 1978 | II      | Burgos CF              | triangular | UD Salamanca                  | Shamrock Rovers FC | -         | -                      |
| 1979 | III     | Vasas Budapest SC      | triangular | Deportivo Alavés              | Burgos CF          | -         | -                      |
| 1980 | IV      | CD Cruz Azul           | 1-0        | Burgos CF                     | Real Valladolid    | 2-0       | Hungría sub-21         |
| 1981 | V       | Real Sporting de Gijón | 2-1        | Burgos CF                     | -                  | -         | -                      |

## Campeones
| Equipo                 | Títulos | Ediciones   |
| ---------------------- | ------- | ----------- |
| Burgos CF              | 2       | 1977 y 1978 |
| Vasas Budapest SC      | 1       | 1979        |
| CD Cruz Azul           | 1       | 1980        |
| Real Sporting de Gijón | 1       | 1981        |